# Ibalonianus impudens
Ibalonianus impudens is een hooiwagen uit de familie Podoctidae. De originele naamcombinatie (protoniem) was Ibalonianus impudens (Roewer, 1923) maar de naam wordt vaak ten onrechte toegeschreven aan Loman, 1906, vanwege zijn gedeeltelijke gebruik met verkeerd geïdentificeerde exemplaren (Zie in plaats daarvan Ibalonius impudens Loman 1906). Later werd de alternatieve naam Ibalonianus venator Roewer 1949 gecreëerd, maar dit is een onnodige vervangende naam (zie Kury, 2020).